# Стефан Дедов
Стефан Якимов Дедов e публицист от Македония, един от първите привърженици на македонизма, основател, собственик и един от редакторите на „Балкански гласник“ – вестник с македонистко съдържание, издаван в Белград през 1902 година на сръбски и френски език.

## Биография
Стефан Дедов е роден на 28 октомври 1869 година в Охрид. След завършване на средното си образование известно време е учител в Македония, след което е пощенски служител в България и Сърбия. Със сръбска стипендия се записва в белградската Велика школа, специалност Право. Прави опити да създаде Македонски клуб като клон на Общославянския клуб в Белград, но сръбските власти забраняват тази дейност. През 1902 година в Белград започва да излиза вестник „Балкански гласник“ с издател Стефан Дедов и собственик Петър Джорджевич. Вестникът проповядва благосклонен към Сърбия македонизъм. В програмата на вестника освен Македония е посочена и Стара Сърбия. В него се изказва задоволство от назначаването на първия сръбски митрополит в Македония след XVIII век – Фирмилиан. Основна идея на вестника е отричането на българската принадлежност на населението на Македония и проповядването на идеята за наличието на отделна македонска народност. От вестника излизат осем броя, след което новото правителство в Белград го спира. Издателите на вестника – Дедов и Диаманди Мишайков (Тръпкович) се преместват в Русия.
В Русия Дедов, който е подпомаган от сръбското посолство, се свързва с още един македонист – Димитър Чуповски, от велешкото село Папрадище. Те участват в създаването на дружество на студентите от Македония, чийто председател за известно време е българският патриот Христо Шалдев от градчето Гумендже, Ениджевардарско. От името на дружеството Дедов си позволява да подаде меморандум до руската общественост с македонистко съдържание.
Дейността на групата около Дедов предизвиква недоверието от страна на македонските студенти в Русия. През 1903 г. той заминава за България, където през април започва да издава нов вестник – „Балкан“. Макар и издаван под лозунга „Македония на македонците“, този вестник е македонистки само в първия си брой. В следващите броеве идеите на вестника не се различават съществено от тези на останалите издания на бежанците от Македония и Одринско и нарича идеала за Национално обединение ако не естествен, то поне първостепенен. В него Дедов ясно говори за българи в Македония и кланетата, при които са подлагани след Солунските атентати и по време на Илинденско-Преображенското въстание, както и за участието им в последното.  На 23 ноември 1903 година прави опит да основе Македонско научно-литературно другарство в София заедно с Кръсте Мисирков, Димитър Мирасчиев и Йордан Ангелов, но то е разтурено от полицията, а Мисирков е принуден да бяга в Русия.
През 1904 г. Дедов издава в София вестник „Куриер“. Пише във вестник „Балкански куриер“ (1905) и в „Ден“, най-често с псевдонима Ridski или R.
През 1904 година заедно с Антон Кецкаров, Евтим Спространов, Климент Спространов, Георги Златарев и други охридски българи Дедов е един от основателите в София на фонд „Свети Климент“, чиято основна цел е да подпомага българските училища и просветно дело в Охрид.
По-късно, поради връзките си с посолството на Сърбия Дедов често е обвиняван от македоно-одринските среди, че е внедрен сръбски агент и получава пари от Сърбия. До края на живота си се занимава с търговска дейност.
Стефан Дедов е застрелян в София на 19 септември 1914 година от сътрудника на Тодор Александров Славе Иванов. Съобщавайки за смъртта му, белградският вестник „Политика“ го определя като „почетен сръбски търговски агент“ в София.
Синът му Евтим Дедов е виден спортен журналист, главен редактор на вестник „Левски“.

## Мисли на Стефан Дедов
Подобно на своя съидейник Кръсте Мисирков и Стефан Дедов се колебае между преобладаващото мнение за българския характер на македонските славяни и екстравагантната по това време идея за отделна македонска народност. Поради това и неговите идеи са изключително противоречиви и взаимно изключващи се.
- ...пътят на македонския сепаратизъм е единственото средство да се разбие Екзархията и нейната връзка с българите и българските стремежи... – 1902 г. (Доклад на сръбския пълномощен министър в Русия Новакович, в който се описват идеите на Дедов).[7]
- Убийствата и затварянията на българи се вършат всеки ден. Може да се каже, че в първите дни от катастрофата беше обща сеч на всичко що е българско…Българщината няма вече живот в Солун... (в. „Балкан“, бр.7, 26 април 1903).[8]
- И на австрийците понася тая идея, па и сърбите ще я възприемат, защото гледат Македония да не е българска, а ако е македонска – не ще пречат. И турците също тъй ще бъдат доволни, защото, като се премахнат влиянията на сърбите и българите, мислят, че ще запазят целостта си и не ще имат тези смутове и по-лесно ще дадат права. Само тук – в България, не могат го разбра това. Аз им казвам: „Ако населението е българско, какво се боите вие? Значи не вярвате на македонците, не вярвате и на тукашните, т.е. на емиграцията! Какво губят сърбите, че в Босна се казват „бошняци“, а езикът им е бошняшки? А там четат най-много сръбските вестници! Също и тук: в Македония, като е населението българско, ще чете все български книги и вестници. Граматика, казват – вземи една българска граматика, тури и заглавие „македонска“ и свършено дело“ (18 юли 1903).[9]
- „Ние всички сме схващали, че общото българско отечество е там, където живеят българите, без да правим разлика на политическите граници…Сега откъде накъде да се прави разлика между македонеца и свободния българин, когато такава разлика не се прави между македонеца и тракиеца?…Нека не се забравя, че ние се борим за българското име, че страдеме затова, че искаме да бъдем българи...“ (в. „Куриер“, бр.19, 25 декември 1904).[8]

## Съвременници за и до Дедов
- В посолството се явиха питомците на Министерството на външните работи г. Стефан Якимов, македонец родом от Охрид и Д. Тръпкович, родом от Битоля, и молеха занапред помощта да им се дава в злато в Петербург…От това зависи по-нататъшното съществуване на г.г. Ст. Якимов и Д. Търпкович... – 1902 г. (Доклад на сръбския пълномощен министър в Русия Новакович).[10]
- Сръбската политика също така трябва да има за предмет да дири средства, които могат да освободят или да отслабят връзката на македонците с България…Поради това и мене, господине министре ми се струва, че дейността на тези млади хора не се сблъсква с интересите на Сърбия и че би имало основания да се помогне и с материална помощ – 1902 г. (Доклад на сръбския пълномощен министър в Русия Новакович).[10]
- Искаш ли, Стефане, да бъдеш неуязвим, дръж високо знамето на българизма! Тогава ти можеш да пишеш всичко, да нападаш всекиго, можеш да сееш и сепаратизъм даже. Па и да бъдем справедливи: тепърва да се казваш, че не си българин, значи да лъжеш себе си; а това е и глупаво, и смешно (Евтим Спространов до Стефан Дедов – 1 август 1904).[9]